# エビスグサ
エビスグサ（胡草、恵比須草、夷草、学名: Senna obtusifolia）とは、熱帯地方に広く分布しているマメ科ジャケツイバラ亜科に属する、小低木または草本である。ロッカクソウの別名も有する。この別名は種子の形状が由来。本種の種子は角が滑らかに丸まった直方体や斜方体などの六面体であり、眺める角度によっては六角形に見えることから。北アメリカ大陸原産、または、熱帯アメリカの原産と言われている。それが、熱帯アジアから中国南部に伝わり、日本には江戸時代の享保年間に渡来した。日本では本州から沖縄にかけて、帰化植物として分布する。原産地では宿根して亜灌木になる場合もあるが、それ以外の地域では一年草として栽培されている。
和名の由来は、恵比寿草の字が当てらることもあることから七福神の恵比寿に関連すると誤解されることがあるが、本来の由来は外国または異国から来たという意味で「夷草（えびすぐさ）」と名付けられたと言われる。
中国植物名では、決明、鈍葉決明（どんようけつめい）と言い、その種子は「決明子（けつめいし）」と呼ばれる生薬として利用される。
草丈は70 - 150 cm程に育ち、茎には稜角が見られる。葉は互生し、2 - 4対の小葉から成る羽状複葉で、夕方になると葉を閉じる就眠活動を行う。一つの羽状複葉は6枚の葉を付けるのが基本だが、幼芽の段階では２～４枚のこともある。茎や葉を潰すと、不快臭が出る。花期は夏の7 - 8月頃で、葉腋から花茎を少し伸ばして、黄色い花を1輪か2輪ずつ下向きに咲かせる。いびつな5弁花で、10本有る雄しべも不揃いである。花後は、湾曲した六角柱形の細長い莢果がつき、秋の10月頃に褐色に色づく。サヤの中の種子は、6角形で光沢がある。種子を採取する場合、鞘が褐色に変色したら、これを採取し中の種子を取り出す。変色した鞘を採取せずそのまま放置した場合は自然に鞘が弾けこぼれ種となる。
葉は夕刻～早朝にかけて就眠運動をし、主に夜間は外側に閉じる。この就眠運動は体内時計による生理であり、光を当てる量や時間による影響を受けず、一定時刻になると葉を閉じ、一定時刻になると開く。
このような羽状葉の就眠運動はマメ科ジャケツイバラ亜科やネモノキ亜科の多くの植物でみられる習性だが、生体時計による反応以外にも外部環境の影響で就眠することもある。本種の場合、水不足、過高温などの環境になった際に就眠することがあるので、本来就眠しない時刻に葉を閉じてる場合、そのような生育に適さない環境に置かれてることが懸念されるので本種の栽培の際の参考にするとよい。

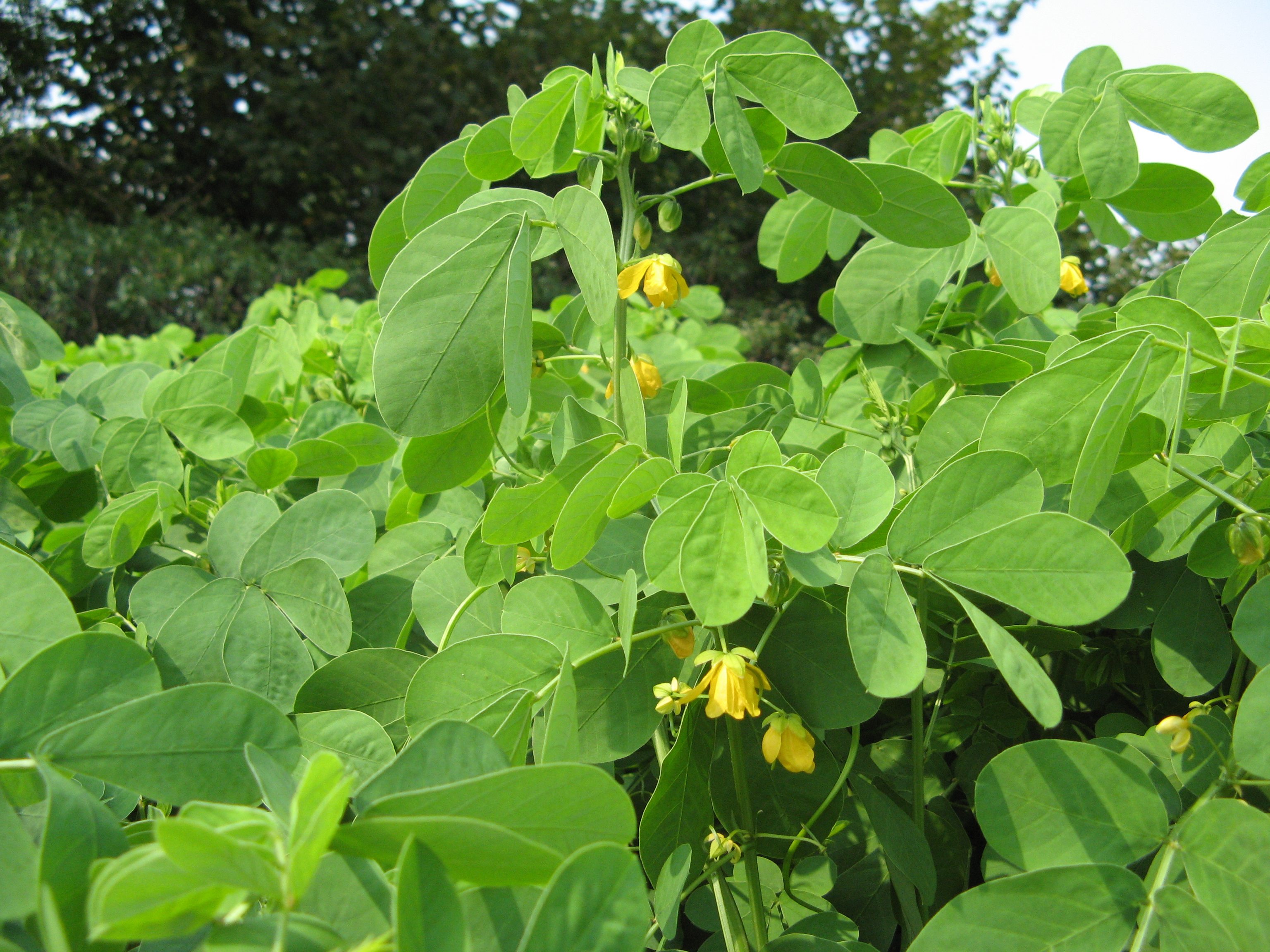
花が咲いたエビスグサ。
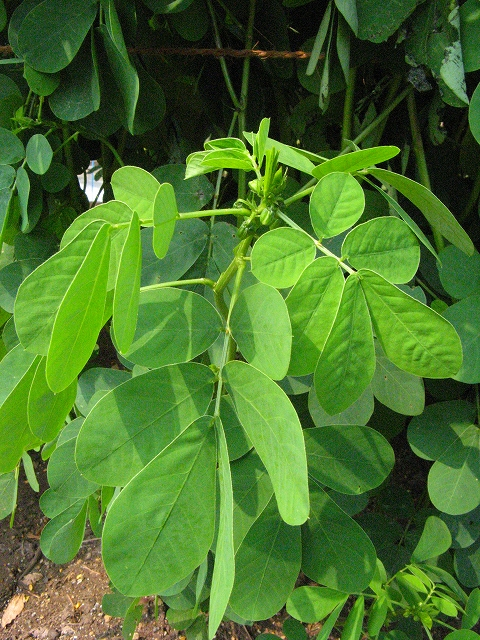
葉は3対前後の羽状複葉。
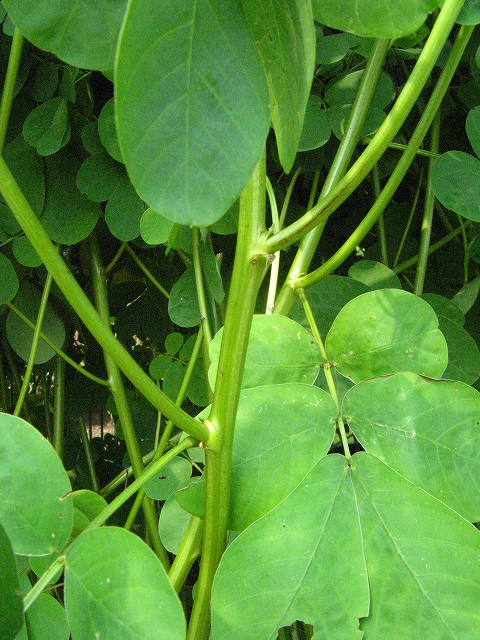
茎は稜が見られる。

## 含有成分の例
エビスグサの種子には、黄色の色素として知られるアントラキノン類のエモジンが含有されている。他にも黄色の色素として、ナフタレン誘導体である、トラクリソンも含有される。なお、様々な成分が含有されている中で、例えばエモジンのようなアントラキノン類を経口摂取した場合には、腸内細菌叢の作用によって、アンスロンに代謝され、それが穏やかな下剤として作用する事が知られている。

## 利用

### 生薬「決明子」として
エビスグサ（Senna obtusifolia）の種子、または、Senna toraの種子のいずれかを乾燥させた品を、決明子（けつめいし）と呼ぶ。生薬として流通している決明子は、ほとんどが栽培品である。なお、21世紀初頭時点において、決明子の産地としては、中華人民共和国、北朝鮮、インド、タイ王国が知られる。
エビスグサの場合、北半球では春の4月頃に種子をまき、秋の10 - 11月頃に褐色に変色したさやを摘み取り、さや中の種子を集めて、天日干しして、決明子を製造する。
決明子には、緩やかに便通を良くする緩下作用が有る。また、決明子は、目の充血を取る作用も見られると言われてきた。他に、利尿作用も求められるという。漢方では、3世紀頃に編纂された「傷寒論」や「金匱要略」には見られないが、唐以降に利用された。
なお、決明子が配合された漢方方剤としては、洗肝明目散が知られる。

### 代用品の「ハブ茶」として
「決明子」は「ハブ茶」の通称で知られている。もっとも、本来の「ハブ茶」と言う物は、同属の植物であるハブソウの種子で「望江南（ボウコウナン）」と呼ばれる物を炒って、その成分を水で抽出した物を指した。しかし、ハブソウの種子は収穫量が悪いために、エビスグサの種子を代用品としたのが、そのまま「ハブ茶」として残った形である。
飲用法の例としては、1日量として5 gから10 g程度の「ハブ茶」を、約400 mLの湯で30分ほど煎じた、煎じ汁を飲むという方法が有る。
日本では炒った種子に、お湯を注ぎ、少し蒸らす方法で成分を抽出した後、抽出後の種子を濾して除き、液体の部分だけが飲まれる。また、予め種子を焙煎してある市販品の「ハブ茶」や、ドクダミ・ハトムギなどと混合して売られている場合もある。
中華人民共和国や大韓民国では、生の種子を煎じて飲まれるが、少々不快な青臭い匂いと、苦味やえぐ味がある。このため、お茶のように飲用するには、種子が弾け飛ばないように鍋などに蓋をして、生の種子を炒る下処理を行った方が、味や風味が良くなり飲み易くなる。

### 線虫抑制・窒素固定・土壌改善
エビスグサは、周囲で線虫の増殖を抑制する。また、エビスグサは共生細菌の御蔭で窒素固定が可能である上に、土中の硬盤粉砕も行ってくれる。
このため、コンパニオンプランツや土壌改善用の植物として植えられる場合がある。
他に緑肥としても優れており、緑肥利用されることもある。

## 栽培
エビスグサの栽培は手間がかからず非常に容易である。主に実生で栽培され、春に種をまく。蒔期は4 - 5月とされているが土の温度が低いと発芽しづらいので、早い時期に撒種する場合は土の温度管理を行う必要がある。
日当たりの良い場所を好むが、移植を嫌う性質があるため、適当な土地に種子を直播きする。土は軽く耕して、1箇所に3 - 5粒ずつ種子を蒔き、芽が出たら1 - 2本残して間引きする。施肥はほとんど必要とせず、よほど痩せた土地でもない限りは、肥料を与えなくとも生育する。